# Rozkład hipergeometryczny
Rozkład hipergeometryczny – dyskretny rozkład prawdopodobieństwa związany z tzw. schematem urnowym.
Zmienna losowa o tym rozkładzie określa prawdopodobieństwo uzyskania {\displaystyle k} sukcesów ({\displaystyle k}-krotnego wylosowania obiektu mającego określoną cechę) w {\displaystyle n}-elementowej próbie, czyli {\displaystyle n} pojedynczych próbkowaniach bez zwracania z populacji o skończonej wielkości {\displaystyle N}, w której znajduje się dokładnie {\displaystyle m} obiektów mających tę cechę. W każdym pojedynczym próbkowaniu może nastąpić albo sukces, albo porażka.
Niekiedy spotyka się inny sposób sformułowania, np. zamiast {\displaystyle N} (wielkości całej populacji) parametrem jest {\displaystyle N-m} (liczba obiektów niemających określonej cechy w populacji).

## Funkcja masy prawdopodobieństwa
Zmienna losowa {\displaystyle X} ma rozkład hipergeometryczny, gdy funkcja masy prawdopodobieństwa (pmf) jest dana wzorem
{\displaystyle p_{X}(k)=\mathbb {P} (X=k)={\frac {{\binom {m}{k}}{\binom {N-m}{n-k}}}{\binom {N}{n}}},}
gdzie
- {\displaystyle N} to wielkość populacji,
- {\displaystyle m} to liczba sukcesów (obiektów, które mają określoną cechę) w tej populacji,
- {\displaystyle n} to liczba pojedynczych losowań (wielkość pobieranej próbki),
- {\displaystyle k} to liczba sukcesów zaobserwowanych w próbce,
- {\textstyle \textstyle {a \choose b}} to symbol Newtona.

Wzór ten stosuje się dla k, takich że {\displaystyle \max(0,n+m-N)\leqslant k\leqslant \min(m,n)}. Poza tym przedziałem prawdopodobieństwa {\displaystyle p_{X}(k)} wynoszą zero. 

## Przykład
W grze Lotto uczestnik kupuje zakład, w ramach którego typuje, które z 49 liczb zostaną wylosowane w losowaniu odbywającym się w określonym terminie. W pojedynczym losowaniu losuje się 6 liczb. W pojedynczym zakładzie uczestnik typuje również 6 liczb. Zmienna {\displaystyle X} określająca, ile z wytypowanych w tym zakładzie liczb zostanie wylosowanych, ma rozkład hipergeometryczny z parametrami {\displaystyle N=49}, {\displaystyle m=6}, {\displaystyle n=6}. Prawdopodobieństwo prawidłowego wytypowania wszystkich sześciu liczb (trafienia szóstki) wynosi więc:
{\displaystyle p_{X}(6)=\mathbb {P} (X=6)={\frac {{\binom {6}{6}}{\binom {49-6}{6-6}}}{\binom {49}{6}}}={\frac {1}{13983816}}\approx 0{,}0000000715,}
zaś prawdopodobieństwo uzyskania trójki (prawidłowego wytypowania dokładnie trzech liczb) wynosi:
{\displaystyle p_{X}(3)=\mathbb {P} (X=3)={\frac {{\binom {6}{3}}{\binom {49-3}{6-3}}}{\binom {49}{6}}}={\frac {246820}{13983816}}\approx 0{,}0177.}
Jeżeli uczestnik gra systemem i typuje 8 liczb (co jest równoważne z zakupem odpowiedniej liczby powiązanych zakładów), zmienna {\displaystyle Y} określająca, ile z wytypowanych liczb będzie wylosowanych, ma rozkład hipergeometryczny z parametrami {\displaystyle N=49}, {\displaystyle m=8}, {\displaystyle n=6}. W takiej sytuacji prawdopodobieństwo uzyskania szóstki wynosi:
{\displaystyle p_{Y}(6)=\mathbb {P} (Y=6)={\frac {{\binom {8}{6}}{\binom {49-8}{6-6}}}{\binom {49}{6}}}\approx 0{,}0000020023}